# Verwaltungsgemeinschaft Südharz
In der Verwaltungsgemeinschaft Südharz waren im sachsen-anhaltischen Landkreis Sangerhausen die Gemeinden Breitenbach, Gonna, Grillenberg, Horla, Lengefeld, Morungen, Obersdorf, Pölsfeld, Rotha, Wettelrode und Wolfsberg zusammengeschlossen. Am 1. Januar 2005 wurde sie aufgelöst, indem die Gemeinden Breitenbach, Großleinungen und Wolfsberg in die Verwaltungsgemeinschaft Roßla-Südharz eingegliedert und die restlichen Gemeinden in die Verwaltungsgemeinschaft Sangerhausen eingegliedert wurden.